# Бенава Абдуррауф
Бенава Абдуррауф (народився 23 серпня 1913 року, Кандагар) – афганський письменник і вчений. 

## Творчість
Почав друкуватися в 1934 році. З 1947 по 1951 рік представляв Афганську Академію. Творчість Бенави спрямована проти застарілих звичаїв афганців. Він є автором збірок віршів з циклу «Гіркі роздуми» (1957 рік), «Хушгаль і Псарлай» (1958 рік); оповідань «Знедолена дівчина», «Жовта квітка» та ін.; книг «Теорія літератури» (1948 рік), «Пуштуністан» (1952 рік), «Хотакі» (1957 рік).